# Selle San Marco-Wilier Triestina
Selle San Marco-Wilier Triestina oder Selle San Marco-Sider war ein italienisches Radsportteam, das von 1981 bis 1982 bestand.

## Geschichte
Das Team wurde 1981 unter der Leitung von Carlo Menicagli gegründet. Neben den Siegen konnte das Team zweite Plätze bei Trofeo Matteotti, Giro dell’Appennino, dritte Plätze beim Gran Premio Montelupo, Gran Premio Industria & Artigianato, sowie Platz 5 bei der Lombardei-Rundfahrt, Platz 7 beim Giro d’Italia und Platz 8 bei Tirreno–Adriatico erzielen. 1982 konnte das Team keine Rennen gewinnen. Platz 3 bei Mailand–Vignola, Platz 4 beim Giro del Lazio und Platz 5 bei der Coppa Bernocchi und Giro del Friuli waren die Ergebnisse in den Top 5. Beim Giro d’Italia sprang nur ein zwölfter Platz in der Gesamtwertung heraus. Nach der Saison 1982 wurde das Team aufgelöst.

## Erfolge
1981
- Mailand–Turin
- Coppa Placci
- Giro della Provincia di Reggio Calabria
- Memorial Gastone Nencini

### Monumente-des-Radsports-Platzierungen
| Monument            | 1981 | 1982 |
| ------------------- | ---- | ---- |
| Mailand–Sanremo     | 22   | 20   |
| Lombardei-Rundfahrt | 13   | 5    |

### Grand-Tour-Platzierungen
| Grand Tour        | 1981 | 1982 |
| ----------------- | ---- | ---- |
| Giro d’ItaliaGiro | 7    | 12   |

## Bekannte ehemalige Fahrer
- Cesare Cipollini (1981)
- Giuseppe Martinelli (1981)